# Natura 2000-område nr. 21 Ejstrup Klit, Egvands Bakker og Lien med Underlien
Natura 2000-område nr. 21 Ejstrup Klit, Egvands Bakker og Lien med Underlien. Naturplanområdet er et stort, sammenhængende
klitlandskab, som er dannet på marint forland, dels af den op til 66 meter høje
og langstrakte kystskrænt Lien. Området har et areal på 2.347 hektar, og består af EU-habitatområdeerne
H193 og H219.   Arealet er omfattet af Tranum Skydeterræn og Overklitten Sø. I 2009 blev området fredningsmæssigt samlet i en fredning på i alt 3000 hektar, et areal der indeholder flere ældre fredninger, hvoraf den ældste, af Fosdalen, er fra 1902.

## H193
Habitatområde H193 er den nordlige del af naturplanområdet, og er et sammenhængende klitlandskab, som er dannet på det marine forland, mellem Slettestrand mod vest og Blokhus mod nordøst.
1.128 ha ud af 1.301 ha i H193, Ejstrup Klit og Egvands Bakker er naturtyper omfattet af naturbeskyttelseslovens § 3.
Bilag II-arten Hedepletvinge findes i den østlige del af H193, med en så stor bestand, at den har regional til national betydning. andre sommerfugle i området er Hvidtjørnsmåler
og Okkergul Bladmåler.
I klitlavninger findes den meget sjældne orkidé, Thy-Gøgeurt, som er en af
vore meget få endemiske karplanter. Af andre væsentlige arter i området kan nævnes: Klit-Rose, Klit-Siv, Nikkende Kobjælde, Kattefod, Sand-Frøstjerne, Strand-Mandstro, Mose-Troldurt, Spyd-Pil, Sand-Rottehale, Sump-Hullæbe,
Bakke-Gøgelilje og Plettet Gøgeurt.
Ved Tranum Strand, der ligger ved grænsen mellem de to habitatområder, har der frem til slutningen af 1800-tallet været drevet skudehandel med Norge, og Tranum Strandgård, der i dag er et kulturcenter, er opført i forbindelse med denne handel.

## H219
Habitatområde H219, der er den sydlige del af naturplanområdet, præges af den markante littorinaskrænt Lien, der er Danmarks højeste indlandskystskrænt, men består også af de store sammenhængende klitlandskaber på det flade marine forland Underlien ud mod Jammerbugt. Ved foden af skrænten løber Svenstrup Å.  Kystskrænten gennemskærer af flere markante dale, og den rummer værdifulde forekomster af både sure og kalkrige overdrev og enebærkrat, samt heder, kildevæld og rigkær. Blandt de mange klittyper er især de ca. 40 ha med enebærklit unikke.
859 ha af de 1.046 ha i habitatområde 219 er § 3-naturtyper.
I området findes flere steder de sjældne orkidéer Sump-Hullæbe og Purpur-Gøgeurt, og desuden flere sjældne bregnearter bl.a. Rundfinnet radeløv og Skør Bægerbregne.
Natura 2000-planen er vedtaget i 2011, hvorefter kommunalbestyrelserne
og Naturstyrelsen udarbejdede bindende handleplaner, til gennemførelsen af planen. Planen videreføres og videreudvikles i senere planperioder.
Natura 2000-området ligger i Jammerbugt Kommune, og naturplanen er koordineret med vandplanen 1.1 Nordlige Kattegat, Skagerrak.